# Method Kaláb
Method Kaláb (10. července 1885, Veselíčko – 17. listopadu 1963, Praha) byl český grafik, ilustrátor, tiskař, typograf, tvůrce písma, odborný publicista a bibliofilský specialista. Od r. 1922 byl ředitelem Průmyslové tiskárny v Praze.

## Život
Pocházel z chudých poměrů. Otec pracoval jako zemědělský dělník, matka zemřela, když mu bylo osm roků. 
Vyučil se sazečem a pracoval postupně v malých tiskárnách a písmolijeckých dílnách u nás (v Sedlčanech, Táboře, Praze) i v zahraničí (tiskárna Augusta Chwaly ve Vídni, Finschova slévárna písem ve Frankfurtu nad Mohanem). Navštěvoval typografické kurzy, soustavně se vzdělával v oboru tvorby písma a knih. Po návratu do Prahy (1911) byl jmenován faktorem v tiskárně Grafia. V roce 1922 byl Ústředním spolkem čsl. průmyslu cukrovarnického pověřen úkolem vybudovat velkou knižní tiskárnu a stal se jejím ředitelem. Strojovou sazárnu vybavil jedním typem sázecích strojů-monotypy. To mu umožnilo dokonalou sazbu nejen propagačních materiálů, ale i bibliofilských tiskovin. V r. 1948 obdržel se svými spolupracovníky státní cenu za přínos české knize. 

## Dílo
Byl průkopníkem nových směrů české typografie, stal se autorem mnoha typů klasicizujících písem, snad nejznámější je jeho antikva. Dal typografickou podobu mnoha krásným knihám, spolupracoval s předními výtvarníky jako V. H. Brunnerem, Alfonsem Muchou, Františkem Kyselou, Cyrilem Boudou, Josefem Ladou, Karlem Svolinským, Maxem Švabinským a řadou dalších. V písmolijně pražské Průmyslové tiskárny byla realizována písma Slavoboje Tusara (Antikva, 1936) a Karla Svolinského (písmo vytvořené pro vydání Máchova Máje, 1925). Kaláb se rovněž zasadil o vydání písma Oldřicha Menharta v Anglii (Menhart Romana Monotype, 1934). V letech 1908–1963 graficky upravil téměř 800 knižních titulů. Byl grafickým úpravcem a členem redakční rady časopisu Hollar. Navrhoval obálky časopisu Typografia (1911–1913), s nímž spolupracoval též odborně. Řada Kalábových teoretických textů, kterými usiloval propagovat grafické pojetí české knihy, byla publikována v zahraničí, např. v periodikách The Fleuron či v typografické ročence Das Gutenberg Jahrbuch. Vzorem byl Kalábovi tiskař Giambattista Bodoni, jemuž věnoval monografickou studii (1925). Napsal také knihu o písmech Slavoboje Tusara – Původní české knižní písmo Slavoboje Tusara (vydala Průmyslová tiskárna v Praha, 1926). Jeho bohatá pozůstalost se po jeho smrti dostala do sbírek žďárského Muzea knihy.